# Денис Глушаков
Денис Борисович Глушаков (27. јануар 1987, Милерово) је руски играч средине терена који тренутно игра за Ахмат Грозни.